# شرعوية (فلسفة صينية)

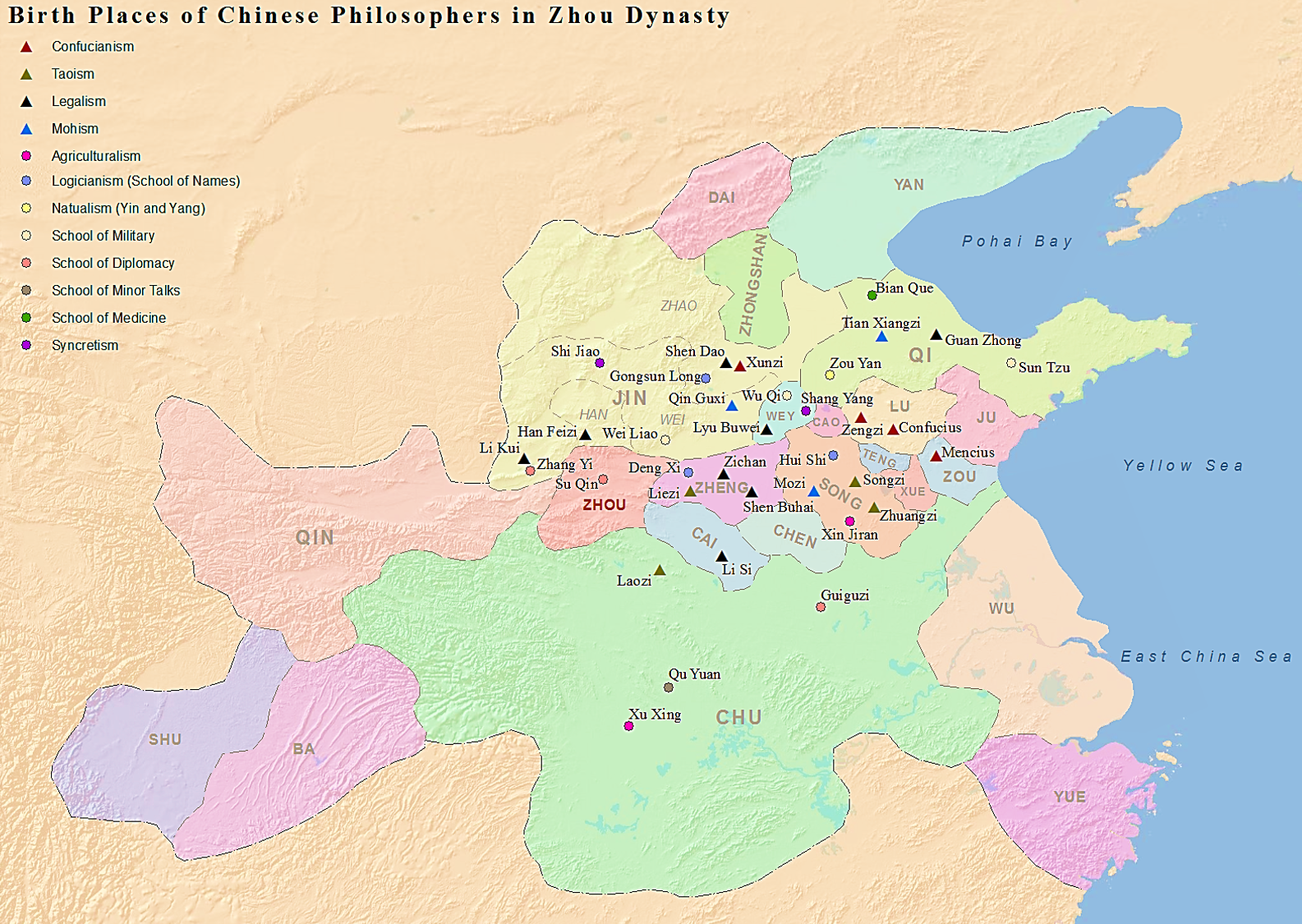
أماكن ولادة أبرز الفلاسفة الصينيين من مدارس الفكر المئة من أسرة تشو. المثلثات السوداء تشير إلى أماكن الفلاسفة الشرعويون.

الشرعوية في الفلسفة الصينية (بالصينية: 法家، فاجيا) هي إحدى فلسفات الإدارة الستة في الفلسفة الصينية. وهي مدرسة فكرية تمثل بعض فروع من فلسفة رجال الدولة  الواقعية أو «رجال الأساليب» (فاشو جيشي) التقليدية التي تصف بيروقراطية الصين الإمبراطورية.  وتُقارَن في الغرب بكتابات مكيافيلي، ويمكن أن توصف بأنها فسلفة صينية قديمة تعتمد السياسة الواقعية الحديثة. تتجاهل هذه الفلسفة الأخلاق إلى حد كبير كما لا تتناول مسائل المجتمع المثالي وكيفية عمله بينما تركز على  نظريات حول عمل الحكومة  المعاصرة. تركز بشكل كبير على توحيد الثروة وسلطة المستبد والدولة بهدف تحقيق زيادة في النظام والأمن والاستقرار. مع وجود علاقات وثيقة مع مدارس أخرى،  لهذه المدرسة تأثير كبيرعلى الطاوية والكونفوشيوسية. وما تزال مؤثرة للغاية في إدارة السياسات والممارسات القانونية في الصين الحالي.
على الرغم من صعوبة تحديد من طور الإدارة الصينية ولا يمكن أن تعزى إلى أي شخص محدد، لكن المؤكد تأثير شين بوهاي (400 قبل الميلاد – 337 ق. م) قد يكون أكثر تأثيرا من أي دور آخر وقد يعد مؤسسها. إذا لا قيمة نادرة قبل الحديث مثال على نظرية مجردة من الإدارة. يرعى عالم الصينيات هيرلي كريل في شين بوهاي «بذور امتحان الخدمة المدنية»، وإذا أردنا المبالغة، يعد أول واضعي العلوم السياسية. العلاقة بين فكرة شين حول الحاكم الغير نشط والحاكم المسؤول عن فحص الأداء المطالبات العناوين من المحتمل أيضا علم الطاوية الحمل من خربة تاو (الاسم الذي لا يمكن الكشف عن اسمه) أن «يؤدي إلى عشرة آلاف الأشياء.»
يُعد شانغ يانغ (390 ق.م – 338 ق.م) من رواد عصره المصلحين والمبتكرين للأنظمة السياسية والإدارية الجديدة، إذ حولت إصلاحاته دولة شين المهمشة إلى مملكة مركزية ذات قوة عسكرية. تعود تلك الإصلاحات إلى الفلسفة الشرعوية «تطور بعض الأفكار»، والتي ساعدت خلفاءه على قيادة مملكة شين لغزو البلاد الصينية الأخرى والسيطرة عليها حتى عام 221 ق.م.
«هان في» (280 ق.م –233 ق.م) هو أكثر خلفاء شين بوهاي شهرة، إذ صاغ العديد من الأفكار الشرعوية الأخرى في نَص سُجل باسم هان فيزي عام 240 ق.م، ويُعتبر هذا النص أهم نصوص الفلسفة الشرعوية، ويعتقد البعض أنه يحتوي على التعليقات الأولى على كتاب داوديجنغ. أسس «هان في» أول مجموعة تضم المفكرين المُنتمين للفلسفة الشرعوية، ويُطلق عليهم اسم «الشرعويون» أو «فا غيا». يضم كتاب سون توزو فن الحرب كلًا من الفلسفة الطاوية المرتبطة بالأمانة والنزاهة، والفلسفة الشرعوية المرتبطة بالعقاب والثواب، مُستندًا إلى مفاهيم وأراء «هان في» عن السلطة والتكتيكات الحربية، التي جذبت انتباه الإمبراطور الأول للصين. وغالبًا ما يُقال إن الأباطرة اللاحقين اتبعوا القالب الفكري لفلسفة «هان في».
يُطلق عالم الصينيات جاكيه غرينيت على الشرعويين لقب «مُنظري الدولة»، ويعتبر أن الشرعوية هي أهم فكرة فلسفية في القرنين الرابع والثالث قبل الميلاد. قام الشرعويون بدور محوري في اتخاذ التدابير السياسية والاقتصادية لشعب الدولة الصينية، وتلك التدابير ميزت فترات الحكم من أسرة تشين إلى أسرة تانغ، حتى عندما استولت أسرة هان على المؤسسات الحكومية في عهد أسرة تشين لم يغيروا من المنظومة الفكرية للدولة. ارتفعت قيمة الفلسفة الشرعوية مرة أخرى في العصر الحديث تحت ولاية ماو تسي تونغ، عندما تم التعامل معاها كفلسفة سياسية تقدمية.

## خلفية تاريخية
قُسمت أسرة زو الحاكمة بين الجمهور والنبلاء، وحصل النبلاء في النهاية على السلطة السياسية، ودانوا بولائهم للأمير المحلي، الذي بدوره يدين بالولاء لابن السماء. حكمت أسرة زو وفقًا لتعاليم ومبادئ «لي»، بالإضافة إلى أساليب العقاب والتعذيب. طُبقت مبادئ «لي» على الطبقة الأرستقراطية فقط، بينما طُبقت أساليب العقاب والتعذيب على الجمهور من العامة.
أحكم ملوك أسرة زو الأوائل قبضتهم على الحكم، بسبب قدراتهم وعلاقتهم الشخصية مع الوزراء، بالإضافة إلى قوتهم العسكرية. تُمثل تلك الحقبة الزمنية بداية تطور الحكم المركزي، حيث تُركت السلطة بيد الإقطاعيين. عندما لم يتمكن ملوك أسرة زو من توفير إقطاعات جديدة، بدأت قوتهم تتراجع واستقل الإقطاعيون بمناطقهم، ودبت الانقسامات والخلافات بين ولايات المملكة. زادت أهمية الأسر الأرستقراطية بسبب مكانتها الاجتماعية العالية، وحاولت زيادة الصدع والخلافات بين الولايات المنقسمة.
بدأ الحكام أثناء فترة الربيع والخريف (771 ق.م – 476 ق.م) بتعيين مسؤولين حكوميين مباشرة ليقدموا لهم المشورة في الأمور الإدارية، ما أدى إلى تراجع الامتيازات التي تُورث للحكام، وأحدث ذلك تحولات كبيرة في الهيكل الاجتماعي للشعب الصيني، كل ذلك نتيجة لما يُمكن تسميته «الهندسة الاجتماعية من أعلى». حاول معظم المفكرين في فترة الدول المتحاربة استيعاب نموذج «التغيير مع الزمن»، وحاولت كل مدرسة فكرية فلسفية تقديم إجابة عن كيفية تحقيق الاستقرار السياسي والاجتماعي.
تعتبر الكونفوشيوسية المرجع الأخلاقي الحاكم في الصين، واعتبرها البعض معارضة لفكرة إنشاء القوانين الحاكمة للدولة، وسُجلت تلك المعارضة في نصوص على أواني برونزية في القرن السادس قبل الميلاد. فحسب الكونفوشيوسية، قدمت النصوص الكلاسيكية الصينية القديمة الشروط الأولية لتحقيق المعرفة. دقق الكونفوشيوسيون الأرثوذكس النظر في التفاصيل التي تنظم علاقة الحاكم بالوزير، وأرادوا أن يسيطر الوزير على الحاكم.
اهتم الكونفوشيوسيون بمبدأ «الخيرية»، وتبعهم في ذلك الطاويون الأوائل، بالإضافة للفكر الإداري الذي غلب على فلسفة سيما تان وأطلق عليه اسم فاجيا. لكن الطاويين ركزوا على تنمية القوى الروحية الداخلية، وركزوا مع الكونفوشيوسيين على دراسة ماضي التاريخ، فحملوا للتاريخ نظرة رجعية، خاصة أن عصرهم اقترن مع عصور أقل حضارة من عصر ملوك أسرة زو.

## مقدمة
بعد مرور أربعة قرون على الإمبراطورية الصينية الأولى، برز نوع جديد من الحكام بفكر مختلف عازم على إنهاء سيطرة الأرستقراطيين وإصلاح الفكر البيروقراطي الذي سيطر على فترات حكمهم. جذب ذلك الفكر العديد من الأرستقراطيين المحرومين من حقوقهم في الحكم وبعض الانتهازيين، فقدم هؤلاء فلسفة جديدة معنية بالمنهجية والتنظيم الإداري. أثرت تلك الإصلاحات الناجحة في انتشار الشرعوية أو الفاجيا خصوصًا في ولاية تشين، التي طبقت تلك الإصلاحات بشكل كامل.
هدف الحاكم «الشرعوي» هو غزو وتوحيد ما تحت نطاق السماء (أو الدفاع عن الدولة كما يرى شين بوهاي)، بالإضافة إلى أن كتابات «هان في» والشرعويين الآخرين عملية بحتة، وتُنحي الأخلاق لصالح المكاسب الإستراتيجية، وتُكسب الدول الأساليب اللازمة للبقاء في ذلك العالم التنافسي عن طريق الإصلاحات الإدارية مثل تقوية الحكومة المركزية، وزيادة إنتاج الغذاء، وفرض التدريبات العسكرية وتعزيزها، واستبدال البيروقراطية بالأرستقراطية. يجب على الأمير «هان في» الاستفادة من (الأساليب والمعايير الإدارية)، وأن يحيط نفسه بهالة من الإجلال والسلطة والقوة، وأن يستفيد من ذوي الكفاءات السياسية لحكم الدولة. فالحاكم الذي يتبع «تاو» يبتعد عن الإحسان والبر، ويتجاهل التعامل العقلاني مع الناس، ويُخضع الناس من خلال القوانين «فا». الحاكم المطلق فقط هو من يستطع أن يستعيد العالم.
على الرغم من إيمان «هان في» بأن نموذجه السياسي سيزيد من جودة الحياة للشعب، فلم يعتبر هذه النتيجة كإحدى العوامل الشُرعوية (بل اعتبرها من الأعراض الجانبية لتطبيق النظام الجيد). ركز «هان في» على وظائف الدولة، وأهمية دور الحاكم في الحفاظ عليها، وعمل على تقوية الدولة وجعل الحاكم أقوى شخص فيها. وتحقيقًا لذلك الهدف، اهتم شين بوهاي وخليفته «هان في» «بدور الحاكم والوسائل التي يتحكم بواسطتها في البيروقراطية».
من خلال خطابات «هان في» التوفيقية حول ما يمكن تسميته بالقانون، لا يهتم الشُرعويون بالقانون، بل بالإدارة. فتلك الرؤية لها تأثير على القضاة وعملهم ولكنها «لا تحتوي على نظرية قانونية وقضائية واضحة»، والقوانين «تُصاغ بالكامل بواسطة الحكام». حتى كتاب أعظم «الٌشرعويين» اللورد شانغ يناقش القوانين من وجهة نظر إدارية، ويناقش العديد من القضايا الإدارية الأخرى.

## وصلات خارجية
- بالقانون في الفلسفة الصينية, موسوعة ستانفورد للفلسفة يوري باين.
- «الصينية بالقانون (في عصرنا، 10/12/15)»
- «الصينية بالقانون: وثائقي المواد القديمة الشمولية»
- نصوص الشرعوية – الصينية نص المشروع (الصينية والإنجليزية)
- هان فيزي
- كتاب اللورد شانغ
- الشينجي